# エストレマドゥーラ大学

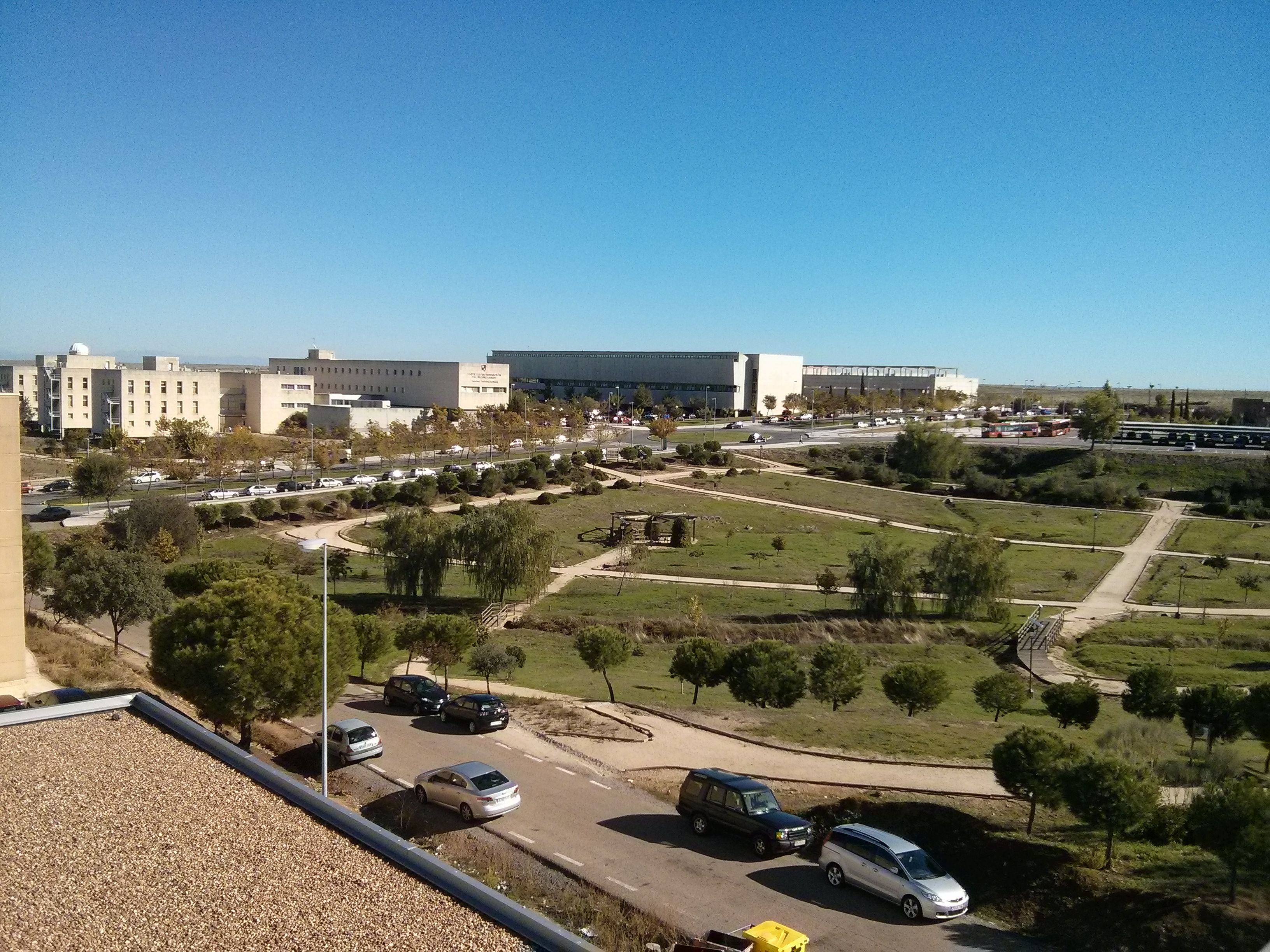
カセレス・キャンパス

エストレマドゥーラ大学（スペイン語:  Universidad de Extremadura）は、スペイン・エストレマドゥーラ州バダホス県バダホスに本部を置く公立大学。エストレマドゥーラ州唯一の大学であり、バダホスやカセレスを含めた州内の4都市にキャンパスを有している。2016年の学生数は約24,000人。

## 歴史
1973年に教育・科学大臣によって設立された。1997年には、カンタブリア大学、カスティーリャ＝ラ・マンチャ大学、バレアレス諸島大学、ラ・リオハ大学、ナバーラ州立大学、オビエド大学、サラゴサ大学、バスク大学の各公立大学とともに、「G9大学群」という大学ネットワークを設立した。

## キャンパス
エストレマドゥーラ大学は、バダホス県のバダホスとメリダ、カセレス県のカセレスとプラセンシアに、計4キャンパスを有している。県都にあるバダホス・キャンパスとカセレス・キャンパスの規模が大きい。
- バダホス・キャンパス
理学部
産業工学部
経済学部
教育学部
医学部

- カセレス・キャンパス
法学部
獣医学部
スポーツ科学部
教育学部
看護学・作業療法学部
工学校
哲学・文学部
経営・観光学部

- メリダ・キャンパス
- プラセンシア・キャンパス